# 圣克鲁斯 (圣费利斯区)
圣克鲁斯是巴拿马奇里基省圣费利斯区的一个城市。 该市面积为55.7平方（21.5平方英里），2010年时人口为416，故其人口密度为7.5名居民每平方（19名居民每平方英里）。圣克鲁斯设立于1997年3月10日，2000年时该市人口为367人。